# Kołdyczewo
Kołdyczewo (biał. Калдычэва) – wieś na Białorusi, w obwodzie brzeskim, w rejonie baranowickim. Wieś położona jest przy głównej drodze biegnącej z Baranowicz do Nowogródka.
Wieś szlachecka położona była w końcu XVIII wieku w powiecie nowogródzkim województwa nowogródzkiego.

## Historia
We wsi zachowały się pozostałości parku dworskiego rodu Szalewiczów. Na cmentarzu katolickim zachował się obelisk z inskrypcją: „S.P. Jozeffowi FILIPOWICZOWI Wuiowi i Dobrodzieiowi Pomnik”.
We wsi urodził się polski działacz społeczny i samorządowiec, poseł na Sejm IV kadencji (1935–1938) Tomasz Szalewicz.
Wieś w latach 1921-1939 znajdowała się na terytorium II Rzeczypospolitej. Od jesieni 1939 roku okupowana przez Związek Radziecki. Od czerwca 1941 do 1944 roku pod okupacją niemieckiej III Rzeszy, a następnie w składzie ZSRR.

## Obóz koncentracyjny w Kołdyczewie

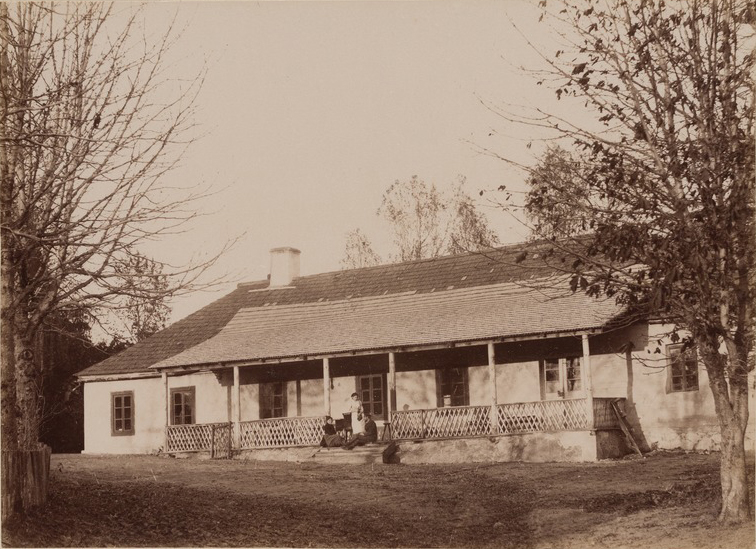
Dwór Filipowiczów i Szalewiczów w 1894 roku

W 1942 r. we wschodniej części wsi za terenami dworskimi Niemcy utworzyli obóz koncentracyjny, w którym osadzano głównie Żydów i Polaków, a także w mniejszej ilości Białorusinów, Rosjan i Romów. 

### Mogiły zbiorowe na terenie wsi
Po 1944 roku komisja śledcza ujawniła na terenie obozu oraz w jego okolicach liczne zbiorowe mogiły:
- na terenie obozu w formie litery T o wymiarach 35x5 m, ze zwłokami około 1 tys. mężczyzn, kobiet i dzieci. Badania medyczne ustaliły, że dorosłych zabito strzałem z broni, a dzieci wrzucano do dołów żywe.
- w odległości 1,5 km od obozu w uroczysku Arabowszczyzna odkryto osiem 45-metrowych mogił. Podczas ekshumacji i ekspertyzy medycznej ustalono, że pogrzebano tu 5140 osób, w tym całą ludność żydowską miasteczka Stołowicze;
- w uroczysku Pogorzelec (Łozy), w odległości 2 km od obozu znaleziono 15 mogił od 30 do 40 m długości i 4,6 m szerokości, kryjących szczątki około 15 tys. osób[2][3]

### Pomniki
- Na miejscu masowych grobów znajduje się figura kobiety z zakłamującym historię rosyjskim napisem „W tym miejscu i w okolicy pogrzebano 22 tysiące sowieckich patriotów zamordowanych przez niemiecko-faszystowskich grabieżców w latach 1942-1944”.

- Na skutek zabiegów Józefa Lichuty z Mińska, którego siedmiu krewnych zginęło w obozie, Rozporządzeniem nr 364 z 21 grudnia 2005 r. obóz kołdyczewski otrzymał status memoriału. W związku z tym w 2006 roku Baranowicki Rejonowy Komitet Wykonawczy wydał Związkowi Polaków na Białorusi pozwolenie na zaprojektowanie pomnika, który zaprojektował Wacław Matelski. W dniu 3 lipca 2007 roku przy szosie do Baranowicz odsłonięto pomnik, na którym umieszczono napis w języku białoruskim: „Przechodniu zatrzymaj się! W tym miejscu w latach wielkiej wojny Ojczyźnianej był Kołdyczewski obóz śmierci. 22 tysiące pokój miłujących ludzi poniosło śmierć z rąk hitlerowskich katów”.